# Василенко, Кирилл Вячеславович
Василе́нко Кири́лл Вячесла́вович (род. 19 мая 1975, Сосновый Бор, Ленинградская область, РСФСР, СССР) — российский звукорежиссёр

.

## Биография
Родился 19 мая 1975 года в Сосновом Бору Ленинградской области . В 1996 году окончил факультет экранных искусств СПбГИКит (мастерская Алиакпера Гасан-Заде).
С 1996 года работает как звукорежиссёр. Сделал такие картины как Прогулка, 4, 9 рота, Звезда, Заложники, Вмаяковский.
В 2010 г. основал студию звукозаписи и звукового дизайна «Беляев». В 2016 г. совместно с В. Лабутиным и Е. Титовой открыл звуковую студию «Ленинград».
Преподает во ВГИКе с 2019 года, доцент кафедры звукорежиссуры. Мастер набора 2019 года совм. с Е. В. Титовой. Мастер набора 2023 года совм с В.Д. Красновским.

## Фильмография
- 2023 — Пациент № 1
- 2022 — Петрополис фильм
- 2022 — Саша
- 2022 — Красная Шапочка
- 2021— Герда (фильм)

- 2019 — Фея
- 2018 — Заложники
- 2017 — Матильда
- 2016 — ВМаяковский
- 2015 — Без границ
- 2015 — Птичка
- 2014 — Звезда
- 2013 — Восьмерка
- 2013 — Все ушли
- 2013 — Пельмени
- 2012 — За Маркса
- 2012 — Любовь с акцентом
- 2010 — Бриллианты, совм. с В. Персовым
- 2010 — Овсянки, совм. с Е. Титовой, Н. Ивановой
- 2010 — Капитаны
- 2010 — Без мужчин, совм. с Е. Титовой
- 2009 — Край
- 2008 — Обитаемый остров
- 2008 — Пленный
- 2007 — Май, совм. с М. Беловоловым
- 2007 — Отрыв
- 2006 — Жаrа
- 2006 — Эйфория
- 2005 — 9 рота
- 2005 — Космос как предчувствие
- 2004 — 4
- 2003 — Прогулка
- 2002 — Гололед
- 2002 — С любовью. Лиля
- 2001 — Место на земле
- 2001 — Эмигрантка
- 1997 — Имена
- 1996 — Дорога для ангелов

## Награды и номинации
- Лауреат премий «Ника» и «Золотой орёл» в номинации «Лучшая работа звукорежиссёра» за фильм «9 рота» (2005 г);
- Лауреат премии МКФ в Вальдивии в номинации «лучший звук» за фильм «4» (2004 г.);
- Лауреат премии 2004 МКФ «Лiстапад» в Минске — в номинации «Лучшая работа звукорежиссёра» за фильм «Прогулка» (2004 г.);
- Шестикратный номинант на премию «Золотой орел» в номинации «Лучшая работа звукорежиссѐра» (2005, 2009, 2010, 2011, 2015, 2016);
- Трёхкратный номинант на премию «Ника» в номинации «Лучшая работа звукорежиссѐра» (2009, 2011, 2018).